# 山麻风树
山麻风树（学名：Turpinia pomifera var. minor）为省沽油科山香圆属下的一个变种。

## 扩展阅读
- 維基物種上的相關：山麻风树